# Saint-Sulpice-de-Faleyrens
Saint-Sulpice-de-Faleyrens là một xã thuộc tỉnh Gironde trong vùng Nouvelle-Aquitaine tây nam nước Pháp.